# Limnephilus extractus
Limnephilus extractus är en nattsländeart som beskrevs av Walker 1852. Limnephilus extractus ingår i släktet Limnephilus och familjen husmasknattsländor. Inga underarter finns listade i Catalogue of Life.